# Aglaodina hyperbas
Aglaodina hyperbas är en stekelart som först beskrevs av Porter 1967.  Aglaodina hyperbas ingår i släktet Aglaodina och familjen brokparasitsteklar. Inga underarter finns listade i Catalogue of Life.